# XXL
XXL (OSE: XXL
) er en norsk detailvirksomhed, grundlagt i 2000 i Oslo. I 2016 var selskabet Nordens største kæde med sportsudstyr, og havde året før en omsætning på 5,1 milliarder kr., og et overskud på 570 mio. kr.

## Historie
Selskabet blev grundlagt i 2000 af brødrene Tore og Øivind Tidemandsen, og året efter åbnede de XXLs første butik, der blev placeret i centrum af Oslo.
3. oktober 2014 blev selskabet noteret på Oslo Børs, og fik en samlet værdi på cirka 6,2 mia. kr. Ved udgangen af 2015 havde XXL 24 varehuse i Norge, 20 i Sverige og otte i Finland. 
I 2016 valgte XXL at indtræde på det danske marked, dog udelukkende digitalt. Der blev aldrig åbnet fysiske butikker, og satsningen begrænsede sig til onlinehandel via xxl.dk.